# بیلی کیرتون
بیلی کیرتون (به انگلیسی: Billy Kirton) بازیکن فوتبال زادهٔ ۲ دسامبر ۱۸۹۶ اهل کشور انگلستان بود که سابقهٔ بازی در تیم ملی فوتبال انگلستان را در کارنامهٔ خود دارد. وی در تاریخ ۲۲ اکتبر ۱۹۲۱ تنها بازی ملی خود را در مقابل تیم ملی فوتبال ایرلند شمالی انجام داد.
این بازیکن توانسته در این بازی ملی، ۱ گل به ثمر برساند.